# Cabo de Hornos

Cabo de Hornos, é uma comuna do Chile, localizada na Província de Antártica Chilena, Região de Magalhães e Antártica.
A comuna foi criada em 1927, com o nome de Navarino até o ano de 2001, quando mudou para a atual denominação, devendo seu nome ao ponto geográfico situado dentro de sua jurisdição, constituído pelo mítico Cabo Horn
Sua municipalidade, com sede em Puerto Williams, administra desde 2002 o agrupamento de comunas de Cabo de Hornos e Antártica.
A comuna limita-se: a noroeste com Punta Arenas; a norte com Timaukel; a nordeste com a República da Argentina; a sul com o Oceano Pacífico.

## Geografia
A comuna estende-se desde o sul da Cordilheira dos Andes, aqui chamada Cordilheira de Darwin, que corre de leste a oeste, ao centro do canal de Beagle, ao pé da cordilheira. Compreende a parte mais austral da ilha grande da Terra do Fogo e todo o Arquipélago ao sul do Canal de Beagle. A sul existem outras ilhas e arquipélagos, entre elas Navarino, onde localiza-se o centro administrativo e a maior parte da população. Também destacam-se as ilhas Hoste, Gordon, Londonderry, Wollaston, Ilhas Picton, Lennox e Nueva.
Esta comuna, a mais remota da Região de Magalhães e Antártica, é a extremidade do continente americano, que se desmembra em ilhas e canais até terminar nos rochedos do Cabo Horn e as ilhas Diego Ramírez.
A parte ocidental da comuna compreende o Parque Nacional Alberto de Agostini, com numerosas ilhas, canais, fiordes e geleiras e a sul, nas ilhas Wollaston, se encontra o Parque Nacional Cabo de Hornos.